# Clossiana fingal
Clossiana fingal är en fjärilsart som beskrevs av Herbst 1800. Clossiana fingal ingår i släktet Clossiana och familjen praktfjärilar. Inga underarter finns listade i Catalogue of Life.